# Activator
Activator ist die 2001 veröffentlichte EP der US-amerikanischen Hard-Rock-Band Velocity. Es ist die letzte Veröffentlichung der Gruppe, die sich im selben Jahr auflöste.

## Hintergrund
Bandgründer David Victor hatte 1997 das erste Album der Band geschrieben und zwischen Januar und Oktober des Jahres mit Chris Dodge (Gitarre) und Pat Torpey (Schlagzeug; Mr. Big) aufgenommen. Die Veröffentlichung erfolgte in den USA im Januar 1998, in Europa erst im Jahr darauf und führte zu positiven Kritiken, u. a. im Rock Hard.
Activator erschien am 25. Juni 2001 und enthielt fünf Titel.

## Titelliste
1. Stay – 4:43
2. Beautiful and Useless – 4:05
3. Alive – 4:58
4. You – 2:44
5. Stranger – 4:51